# Hjalmar Andersson
Hjalmar Zakeus Andersson (ur. 13 lipca 1889 w gminie Ljusnarsberg, zm. 2 listopada 1971 w Insjön w gminie Leksand) – szwedzki lekkoatleta, dwukrotny medalista olimpijski.
Specjalizował się w biegu przełajowym i w tej konkurencji wystąpił na igrzyskach olimpijskich w 1912 w Sztokholmie. Bieg był zdominowany przez biegaczy ze Szwecji i Finlandii. Zwyciężył Fin Hannes Kolehmainen, który na tych igrzyskach zdobył również złote medale w biegach na 5000 metrów i 10 000 metrów. Andersson przybiegł drugi ze stratą ok. pół minuty, a jego rodak John Eke trzeci. Do klasyfikacji drużynowej liczyły się miejsca trzech najlepszych zawodników danej reprezentacji. Szwedzi zajęli 2. (Andersson), 3. (Eke) i 5. (Ternström) miejsce, a Finowie 1. (Kolehmainen), 4. (Eskola) i 6. (Stenroos) miejsce, co sprawiło, że to Szwedzi zostali mistrzami olimpijskimi w biegu przełajowym drużynowo.